# Ричард Мей
Сър Ричард Мей (на английски: Richard May) е британски юрист.
Мей е роден на 12 ноември 1938 г. Става известен като председателстващ съдия на съдебните процеси на Международния трибунал за военните престъпления в бивша Югославия срещу бившия сръбски и югославски президент Слободан Милошевич по обвинения за военни престъпления.
Мей се оттегля от тази длъжност през февруари 2004 г. по здравословни причини.
Сър Ричард Мей почива на 1 юли 2004 г.
Автор е на научни трудове, сред които „Доказателството в наказателното право“.